# 胡克瓦爾迪
胡克瓦爾迪（捷克語：Hukvaldy）是捷克摩拉維亞-西利西亞州弗里代克-米斯泰克縣的一個市鎮和村莊，有約2,100名居民。它以捷克第三大城堡胡克瓦爾迪城堡的遺址而聞名，同時是作曲家萊奧什·雅納切克的出生地。

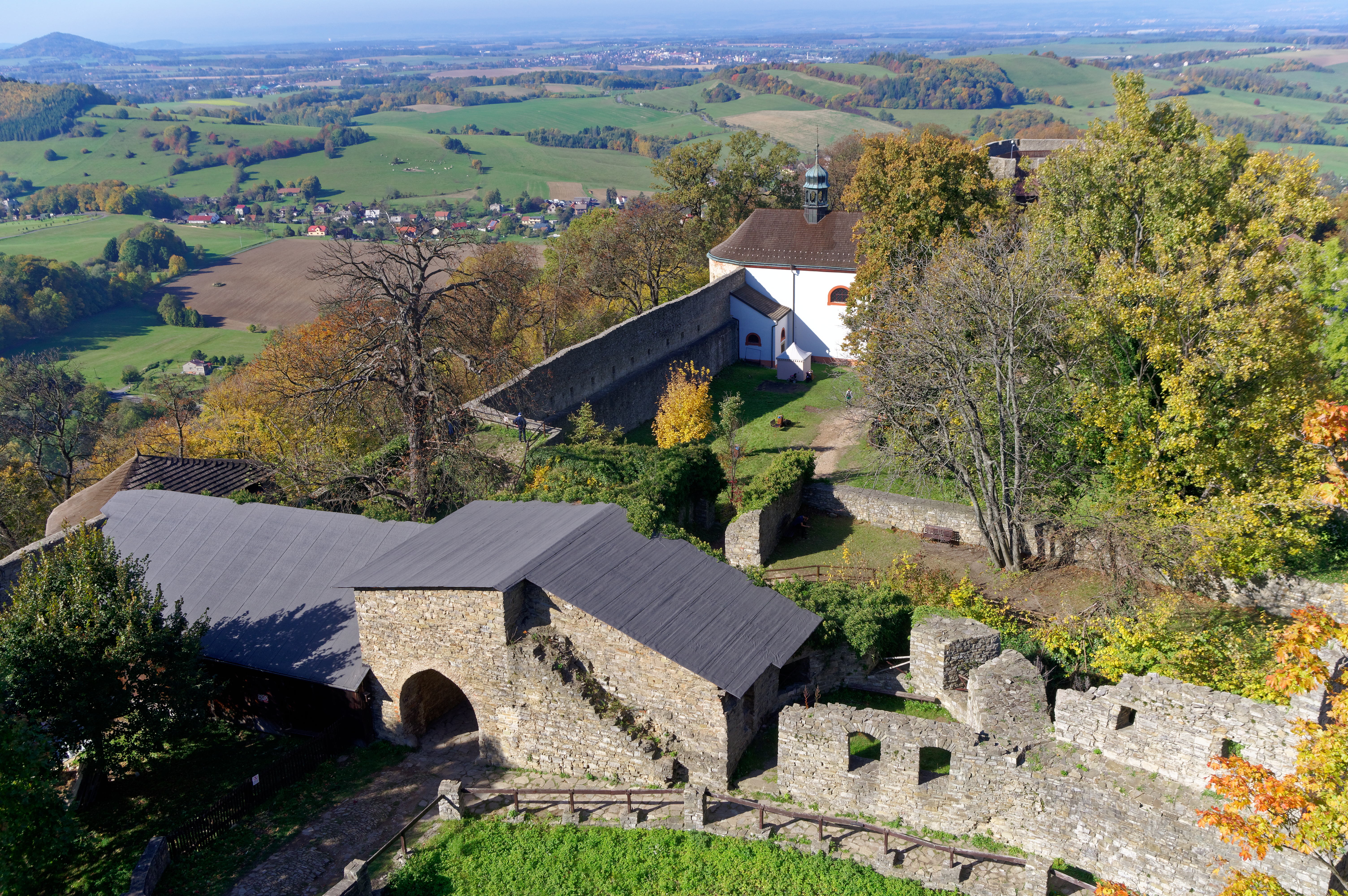
胡克瓦爾迪城堡
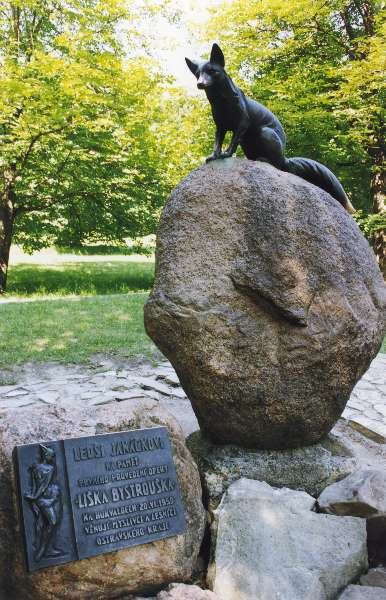
萊奧什·雅納切克所作歌劇《狡猾的小狐狸》的紀念雕像